# Équipe de Pologne de football au Championnat d'Europe 2024
Cet article relate le parcours de l’équipe de Pologne de football lors du Championnat d'Europe de football 2024 qui a lieu du 14 juin au 14 juillet 2024 en Allemagne.

## Qualifications

### Éliminatoires
Czesław Michniewicz, qui a emmené la Pologne en huitièmes de finale de la Coupe du monde 2022, ne renouvelle pas son contrat de manager et sa place est prise par l'entraîneur primé Fernando Santos pour assumer la mission de se qualifier à l'Euro 2024,. Les défaites à l'extérieur contre la Tchéquie, la Moldavie et l'Albanie entraînent son licenciement. En septembre 2023, Fernando Santos a été remplacé par Michał Probierz, qui a commencé par une victoire contre les Îles Féroé, mais a ensuite fait match nul à domicile contre la Moldavie. La Pologne a ensuite achevé les qualifications pour l'Euro 2024 avec un match nul à domicile 1-1 contre la Tchéquie, mettant fin à tous les espoirs de la Pologne de décrocher une qualification automatique. Cependant, grâce à la performance de la Pologne en Ligue des Nations, les Polonais ont pu sauver une place en barrages ; où la Pologne s'est défaite sans problème de l'Estonie (5-1) en demi-finale de la voie A, en ayant l'avantage de disputer ce match à domicile et bien aidé par le 2e carton jaune de Maksim Paskotši dès la 27e minute de jeu laissant les visiteurs en infériorité numérique pour une grande partie de la rencontre. Après un match nul et vierge à l'extérieur contre le Pays de Galles en finale, les Polonais se sont imposés aux tirs au but pour se qualifier pour l'Euro.
| Rang | Équipe     | Pts | J | G | N | P | Bp | Bc | Diff |  | Résultats (▼ dom., ► ext.) |     |     |     |     |     |
| ---- | ---------- | --- | - | - | - | - | -- | -- | ---- |  | -------------------------- | --- | --- | --- | --- | --- |
| 1    | Albanie    | 15  | 8 | 4 | 3 | 1 | 12 | 4  | +8   |  | Albanie                    |     | 3-0 | 2-0 | 2-0 | 0-0 |
| 2    | Tchéquie   | 15  | 8 | 4 | 3 | 1 | 12 | 6  | +6   |  | Tchéquie                   | 1-1 |     | 3-1 | 3-0 | 1-0 |
| 3    | Pologne    | 11  | 8 | 3 | 2 | 3 | 10 | 10 | 0    |  | Pologne                    | 1-0 | 1-1 |     | 1-1 | 2-0 |
| 4    | Moldavie   | 10  | 8 | 2 | 4 | 2 | 7  | 10 | -3   |  | Moldavie                   | 1-1 | 0-0 | 3-2 |     | 1-1 |
| 5    | Îles Féroé | 2   | 8 | 0 | 2 | 6 | 2  | 13 | -11  |  | Îles Féroé                 | 1-3 | 0-3 | 0-2 | 0-1 |     |

- Sélection directement qualifiée pour l'Euro 2024

### Barrages

#### Voie de la Ligue A
|  | Demi-finales            | Demi-finales           | Demi-finales           | Demi-finales           |                |                | Finale                 | Finale                 | Finale                 | Finale                 |
|  |                         |                        |                        |                        |                |                |                        |                        |                        |                        |
|  | 21 mars 2024 - Cardiff  | 21 mars 2024 - Cardiff | 21 mars 2024 - Cardiff | 21 mars 2024 - Cardiff |                |                | 26 mars 2024 - Cardiff | 26 mars 2024 - Cardiff | 26 mars 2024 - Cardiff | 26 mars 2024 - Cardiff |
|  | Pays de Galles          | Pays de Galles         | 4                      | 4                      |                |                | 26 mars 2024 - Cardiff | 26 mars 2024 - Cardiff | 26 mars 2024 - Cardiff | 26 mars 2024 - Cardiff |
|  | Pays de Galles          | Pays de Galles         | 4                      | 4                      |                |                | 26 mars 2024 - Cardiff | 26 mars 2024 - Cardiff | 26 mars 2024 - Cardiff | 26 mars 2024 - Cardiff |
|  | Finlande                | Finlande               | 1                      | 1                      |                |                | 26 mars 2024 - Cardiff | 26 mars 2024 - Cardiff | 26 mars 2024 - Cardiff | 26 mars 2024 - Cardiff |
|  | Finlande                | Finlande               | 1                      | 1                      | Pays de Galles | Pays de Galles | 0tab (4)               | 0tab (4)               |                        |                        |
|  | 21 mars 2024 - Varsovie |                        |                        |                        | Pays de Galles | Pays de Galles | 0tab (4)               | 0tab (4)               |                        |                        |
|  |                         |                        | Pologne                | Pologne                | 0ap (5)        | 0ap (5)        |                        |                        |                        |                        |
|  | Pologne                 | Pologne                | Pologne                | Pologne                | 0ap (5)        | 0ap (5)        | 5                      | 5                      |                        |                        |
|  | Pologne                 | Pologne                |                        |                        |                |                |                        | 5                      |                        |                        |
|  | Estonie                 | Estonie                | 1                      | 1                      |                |                |                        |                        |                        |                        |
|  | Estonie                 | Estonie                | 1                      | 1                      |                |                |                        |                        |                        |                        |

#### Demi-finale
| 21 mars 2024 | Pologne | 5 - 1   | Estonie               | Stade national, Varsovie  |                           |
| 20h45        | ( Piotrowski) Frankowski 22e · ( Zalewski) Zielinski 50e · ( Lewandowski) Piotrowski 70e · Mets 73e (csc) · Szymański 77e | (1 - 0) | 78e Vetkal (Soomets ) | Arbitrage : Slavko Vinčić | Arbitrage : Slavko Vinčić |
| 20h45        | Puchacz 60e | Rapport | 15e, 27e Paskotši     | Arbitrage : Slavko Vinčić | Arbitrage : Slavko Vinčić |

#### Finale
| 26 mars 2024 | Pays de Galles                                   | 0 - 0 ap              | Pologne                                                     | Cardiff City Stadium, Cardiff                   |                                                 |
| 20h45        |                                                  | (0 - 0, 0 - 0, 0 - 0) |                                                             | Spectateurs : 31 876 Arbitrage : Daniele Orsato | Spectateurs : 31 876 Arbitrage : Daniele Orsato |
| 20h45        | Rapport                                          |                       |                                                             | Spectateurs : 31 876 Arbitrage : Daniele Orsato | Spectateurs : 31 876 Arbitrage : Daniele Orsato |
| 20h45        | B. Davies · Moore · Wilson · Williams · D. James | Tirs au but 4 - 5     | Lewandowski · S. Szymański · Frankowski · Zalewski · Piątek | Spectateurs : 31 876 Arbitrage : Daniele Orsato | Spectateurs : 31 876 Arbitrage : Daniele Orsato |

## Matchs de préparation
| 7 juin 2024                       | Pologne                                         | 3 - 1   | Ukraine    | Stade national de Varsovie, Varsovie           |                                                |
| 20h45 · Historique des rencontres | Walukiewicz 11e · Zieliński 16e · Romanczuk 30e | (3 - 1) | 41e Dovbyk | Spectateurs : 47 013 Arbitrage : Andrew Madley | Spectateurs : 47 013 Arbitrage : Andrew Madley |
| 20h45 · Historique des rencontres | Rapport                                         |         |            | Spectateurs : 47 013 Arbitrage : Andrew Madley | Spectateurs : 47 013 Arbitrage : Andrew Madley |

| 10 juin 2024                      | Pologne                      | 2 - 1   | Turquie    | Stade national de Varsovie, Varsovie          |                                               |
| 20h45 · Historique des rencontres | Świderski 12e · Zalewski 90e | (1 - 0) | 77e Yılmaz | Spectateurs : 48 000 Arbitrage : Balázs Berke | Spectateurs : 48 000 Arbitrage : Balázs Berke |
| 20h45 · Historique des rencontres | Rapport                      |         |            | Spectateurs : 48 000 Arbitrage : Balázs Berke | Spectateurs : 48 000 Arbitrage : Balázs Berke |

## Phase finale
Le camp de base de la Pologne se situe dans la ville de Hanovre, en Basse-Saxe.

### Effectif
Les âges et les sélections sont calculés au début de l'Euro 2024, le 14 juin 2024.
Le 29 mai 2024, l'équipe préliminaire polonaise de 29 joueurs est annoncée. Le 2 juin, Mateusz Kochalski remplace[Par qui ?] Oliwier Zych en raison d'une blessure. Le 3 juin, Jakub Kałuziński rejoint l'équipe. Le 7 juin, l'équipe finale est annoncée, sans Mateusz Kochalski, Paweł Bochniewicz, Jakub Kałuziński et Arkadiusz Milik.

### Premier tour
| v · m | Équipe   | Pts | J | G | N | P | Bp | Bc | Diff |
| ----- | -------- | --- | - | - | - | - | -- | -- | ---- |
| 1     | Autriche | 6   | 3 | 2 | 0 | 1 | 6  | 4  | +2   |
| 2     | France   | 5   | 3 | 1 | 2 | 0 | 2  | 1  | +1   |
| 3     | Pays-Bas | 4   | 3 | 1 | 1 | 1 | 4  | 4  | 0    |
| 4     | Pologne  | 1   | 3 | 0 | 1 | 2 | 3  | 6  | -3   |

#### Pologne - Pays-Bas
| Match 7                 | Pologne                | 1 - 2   | Pays-Bas                        | Volksparkstadion, Hambourg                                                       |                                                                                  |
| 16 juin 2024 15h00 CEST | ( Zieliński) Buksa 16e | (1 - 1) | 29e Gakpo ( Aké) · 83e Weghorst | Spectateurs : 48 117 Arbitrage : Artur Soares Dias Arbitre vidéo : Tiago Martins | Spectateurs : 48 117 Arbitrage : Artur Soares Dias Arbitre vidéo : Tiago Martins |
| 16 juin 2024 15h00 CEST |                        | Rapport | 15e Veerman                     | Spectateurs : 48 117 Arbitrage : Artur Soares Dias Arbitre vidéo : Tiago Martins | Spectateurs : 48 117 Arbitrage : Artur Soares Dias Arbitre vidéo : Tiago Martins |

#### Pologne - Autriche
| Match 19                | Pologne                                                | 1 - 3   | Autriche                                                               | Olympiastadion, Berlin                                                                   |                                                                                          |
| 21 juin 2024 18h00 CEST | Piątek 30e                                             | (1 - 1) | 9e Trauner ( Mwene) · 66e Baumgartner ( Prass) · 78e (pen.) Arnautović | Spectateurs : 69 455 Arbitrage : Halil Umut Meler (en) Arbitre vidéo : Paolo Valeri (en) | Spectateurs : 69 455 Arbitrage : Halil Umut Meler (en) Arbitre vidéo : Paolo Valeri (en) |
| 21 juin 2024 18h00 CEST | Slisz 53e · Moder 62e · Lewandowski 64e · Szczęsny 77e | Rapport | 56e Wimmer · 70e Arnautović                                            | Spectateurs : 69 455 Arbitrage : Halil Umut Meler (en) Arbitre vidéo : Paolo Valeri (en) | Spectateurs : 69 455 Arbitrage : Halil Umut Meler (en) Arbitre vidéo : Paolo Valeri (en) |

#### France - Pologne
| Match 32                 | France            | 1 - 1   | Pologne                                         | BVB Stadion Dortmund, Dortmund                                                   |                                                                                  |
| 25 juin 2024 18 h 0 CEST | Mbappé 56e (pen.) | (0 - 0) | 79e (pen.) Lewandowski                          | Spectateurs : 59 728 Arbitrage : Marco Guida Arbitre vidéo : Massimiliano Irrati | Spectateurs : 59 728 Arbitrage : Marco Guida Arbitre vidéo : Massimiliano Irrati |
| 25 juin 2024 18 h 0 CEST | Rabiot 43e        | Rapport | 24e Zalewski · 89e Dawidowicz · 90+2e Świderski | Spectateurs : 59 728 Arbitrage : Marco Guida Arbitre vidéo : Massimiliano Irrati | Spectateurs : 59 728 Arbitrage : Marco Guida Arbitre vidéo : Massimiliano Irrati |

## Statistiques

### Temps de jeu
| N°         | Joueurs               |          |          |          | TT       | But inscrit | Passe décisive | MJ       | MT       | Légende |
| ---------- | --------------------- | -------- | -------- | -------- | -------- | ----------- | -------------- | -------- | -------- | --- |
| Gardiens   | Gardiens              | Gardiens | Gardiens | Gardiens | Gardiens | Gardiens    | Gardiens       | Gardiens | Gardiens | Abréviations et symboles : TT : Total de minutes jouées MJ : Nombre de matchs joués MT : Matchs joués en tant que titulaire : but : passe décisive : joueur entré : joueur remplacé : capitaine : carton jaune : carton rouge |
| 1          | Wojciech Szczęsny     | 90       | 90       | -        | 180      | -           | -              | 2        | 2        | Abréviations et symboles : TT : Total de minutes jouées MJ : Nombre de matchs joués MT : Matchs joués en tant que titulaire : but : passe décisive : joueur entré : joueur remplacé : capitaine : carton jaune : carton rouge |
| 12         | Łukasz Skorupski      | -        | -        | -        | -        | -           | -              | -        | -        | Abréviations et symboles : TT : Total de minutes jouées MJ : Nombre de matchs joués MT : Matchs joués en tant que titulaire : but : passe décisive : joueur entré : joueur remplacé : capitaine : carton jaune : carton rouge |
| 22         | Marcin Bułka          | -        | -        | -        | -        | -           | -              | -        | -        | Abréviations et symboles : TT : Total de minutes jouées MJ : Nombre de matchs joués MT : Matchs joués en tant que titulaire : but : passe décisive : joueur entré : joueur remplacé : capitaine : carton jaune : carton rouge |
| Défenseurs |                       |          |          |          |          |             |                |          |          | Abréviations et symboles : TT : Total de minutes jouées MJ : Nombre de matchs joués MT : Matchs joués en tant que titulaire : but : passe décisive : joueur entré : joueur remplacé : capitaine : carton jaune : carton rouge |
| 2          | Bartosz Salamon       | 86       | 90       | -        | 176      | -           | -              | 2        | 2        | Abréviations et symboles : TT : Total de minutes jouées MJ : Nombre de matchs joués MT : Matchs joués en tant que titulaire : but : passe décisive : joueur entré : joueur remplacé : capitaine : carton jaune : carton rouge |
| 3          | Paweł Dawidowicz      | -        | -        | -        | -        | -           | -              | -        | -        | Abréviations et symboles : TT : Total de minutes jouées MJ : Nombre de matchs joués MT : Matchs joués en tant que titulaire : but : passe décisive : joueur entré : joueur remplacé : capitaine : carton jaune : carton rouge |
| 4          | Sebastian Walukiewicz | -        | -        | -        | -        | -           | -              | -        | -        | Abréviations et symboles : TT : Total de minutes jouées MJ : Nombre de matchs joués MT : Matchs joués en tant que titulaire : but : passe décisive : joueur entré : joueur remplacé : capitaine : carton jaune : carton rouge |
| 5          | Jan Bednarek          | 90       | 90       | -        | 180      | -           | -              | 2        | 2        | Abréviations et symboles : TT : Total de minutes jouées MJ : Nombre de matchs joués MT : Matchs joués en tant que titulaire : but : passe décisive : joueur entré : joueur remplacé : capitaine : carton jaune : carton rouge |
| 14         | Jakub Kiwior          | 90       | 90       | -        | 180      | -           | -              | 2        | 2        | Abréviations et symboles : TT : Total de minutes jouées MJ : Nombre de matchs joués MT : Matchs joués en tant que titulaire : but : passe décisive : joueur entré : joueur remplacé : capitaine : carton jaune : carton rouge |
| 15         | Tymoteusz Puchacz     | -        | -        | -        | -        | -           | -              | -        | -        | Abréviations et symboles : TT : Total de minutes jouées MJ : Nombre de matchs joués MT : Matchs joués en tant que titulaire : but : passe décisive : joueur entré : joueur remplacé : capitaine : carton jaune : carton rouge |
| 18         | Bartosz Bereszyński   | 86       | -        | -        | 4        | -           | -              | 1        | 0        | Abréviations et symboles : TT : Total de minutes jouées MJ : Nombre de matchs joués MT : Matchs joués en tant que titulaire : but : passe décisive : joueur entré : joueur remplacé : capitaine : carton jaune : carton rouge |
| Milieux    |                       |          |          |          |          |             |                |          |          | Abréviations et symboles : TT : Total de minutes jouées MJ : Nombre de matchs joués MT : Matchs joués en tant que titulaire : but : passe décisive : joueur entré : joueur remplacé : capitaine : carton jaune : carton rouge |
| 6          | Jakub Piotrowski      | 78       | 46       | -        | 58       | -           | -              | 2        | 1        | Abréviations et symboles : TT : Total de minutes jouées MJ : Nombre de matchs joués MT : Matchs joués en tant que titulaire : but : passe décisive : joueur entré : joueur remplacé : capitaine : carton jaune : carton rouge |
| 8          | Jakub Moder           | 55       | 46       | -        | 79       | -           | -              | 2        | 0        | Abréviations et symboles : TT : Total de minutes jouées MJ : Nombre de matchs joués MT : Matchs joués en tant que titulaire : but : passe décisive : joueur entré : joueur remplacé : capitaine : carton jaune : carton rouge |
| 10         | Piotr Zieliński       | 78       | 87       | -        | 81       | -           | 1              | 2        | 2        | Abréviations et symboles : TT : Total de minutes jouées MJ : Nombre de matchs joués MT : Matchs joués en tant que titulaire : but : passe décisive : joueur entré : joueur remplacé : capitaine : carton jaune : carton rouge |
| 11         | Kamil Grosicki        | -        | 75       | -        | 15       | -           | -              | 1        | 0        | Abréviations et symboles : TT : Total de minutes jouées MJ : Nombre de matchs joués MT : Matchs joués en tant que titulaire : but : passe décisive : joueur entré : joueur remplacé : capitaine : carton jaune : carton rouge |
| 13         | Taras Romanczuk (en)  | 55       | -        | -        | 55       | -           | -              | 1        | 1        | Abréviations et symboles : TT : Total de minutes jouées MJ : Nombre de matchs joués MT : Matchs joués en tant que titulaire : but : passe décisive : joueur entré : joueur remplacé : capitaine : carton jaune : carton rouge |
| 17         | Damian Szymański      | -        | -        | -        | -        | -           | -              | -        | -        | Abréviations et symboles : TT : Total de minutes jouées MJ : Nombre de matchs joués MT : Matchs joués en tant que titulaire : but : passe décisive : joueur entré : joueur remplacé : capitaine : carton jaune : carton rouge |
| 19         | Przemysław Frankowski | 90       | 90       | -        | 180      | -           | -              | 2        | 2        | Abréviations et symboles : TT : Total de minutes jouées MJ : Nombre de matchs joués MT : Matchs joués en tant que titulaire : but : passe décisive : joueur entré : joueur remplacé : capitaine : carton jaune : carton rouge |
| 20         | Sebastian Szymański   | 46       | -        | -        | 46       | -           | -              | 1        | 1        | Abréviations et symboles : TT : Total de minutes jouées MJ : Nombre de matchs joués MT : Matchs joués en tant que titulaire : but : passe décisive : joueur entré : joueur remplacé : capitaine : carton jaune : carton rouge |
| 21         | Nicola Zalewski       | 90       | 90       | -        | 180      | -           | -              | 2        | 2        | Abréviations et symboles : TT : Total de minutes jouées MJ : Nombre de matchs joués MT : Matchs joués en tant que titulaire : but : passe décisive : joueur entré : joueur remplacé : capitaine : carton jaune : carton rouge |
| 24         | Bartosz Slisz         | 55       | 75       | -        | 50       | -           | -              | 2        | 1        | Abréviations et symboles : TT : Total de minutes jouées MJ : Nombre de matchs joués MT : Matchs joués en tant que titulaire : but : passe décisive : joueur entré : joueur remplacé : capitaine : carton jaune : carton rouge |
| 25         | Michał Skóraś         | -        | -        | -        | -        | -           | -              | -        | -        | Abréviations et symboles : TT : Total de minutes jouées MJ : Nombre de matchs joués MT : Matchs joués en tant que titulaire : but : passe décisive : joueur entré : joueur remplacé : capitaine : carton jaune : carton rouge |
| 26         | Kacper Urbański       | 55       | 87       | -        | 58       | -           | -              | 2        | 1        | Abréviations et symboles : TT : Total de minutes jouées MJ : Nombre de matchs joués MT : Matchs joués en tant que titulaire : but : passe décisive : joueur entré : joueur remplacé : capitaine : carton jaune : carton rouge |
| Attaquants |                       |          |          |          |          |             |                |          |          | Abréviations et symboles : TT : Total de minutes jouées MJ : Nombre de matchs joués MT : Matchs joués en tant que titulaire : but : passe décisive : joueur entré : joueur remplacé : capitaine : carton jaune : carton rouge |
| 7          | Karol Świderski       | 55       | 60       | -        | 65       | -           | -              | 2        | 0        | Abréviations et symboles : TT : Total de minutes jouées MJ : Nombre de matchs joués MT : Matchs joués en tant que titulaire : but : passe décisive : joueur entré : joueur remplacé : capitaine : carton jaune : carton rouge |
| 9          | Robert Lewandowski    | -        | 60       | -        | 30       | -           | -              | 1        | 0        | Abréviations et symboles : TT : Total de minutes jouées MJ : Nombre de matchs joués MT : Matchs joués en tant que titulaire : but : passe décisive : joueur entré : joueur remplacé : capitaine : carton jaune : carton rouge |
| 16         | Adam Buksa            | 90       | 60       | -        | 150      | 1           | -              | 2        | 2        | Abréviations et symboles : TT : Total de minutes jouées MJ : Nombre de matchs joués MT : Matchs joués en tant que titulaire : but : passe décisive : joueur entré : joueur remplacé : capitaine : carton jaune : carton rouge |
| 23         | Krzysztof Piątek      | -        | 60       | -        | 60       | 1           | -              | 1        | 1        | Abréviations et symboles : TT : Total de minutes jouées MJ : Nombre de matchs joués MT : Matchs joués en tant que titulaire : but : passe décisive : joueur entré : joueur remplacé : capitaine : carton jaune : carton rouge |

| Buts | Joueurs | Adversaires |
| ---- | ------- | ----------- |
|      |         |             |

| Passes | Joueurs | Adversaires |
| ------ | ------- | ----------- |
|        |         |             |